# Her Majesty, Love

Her Majesty, Love est un film américain réalisé par William Dieterle et sorti en 1931.
C'est un remake du film allemand Ihre Majestät die Liebe (Her Majesty the Barmaid), et c'est un des premiers rôles parlants de W. C. Fields.

## Synopsis
Fred von Wellingen, héritier d’une riche famille industrielle, tombe amoureux de Lia Toerrek, une serveuse de cabaret, et lui propose de l’épouser à condition qu’elle danse avec lui. Elle accepte, mais leur engagement choque la famille aristocratique de Fred, qui désapprouve les origines modestes de Lia et les excentricités de son père, un ancien artiste de vaudeville dont les pitreries scandalisent les convives lors d’un dîner mondain. Pour empêcher le mariage, la famille offre à Fred un contrat lucratif et un titre prestigieux en échange de la rupture de ses fiançailles. Bien qu’il accepte à contrecœur, il ne parvient pas à annoncer la nouvelle à Lia.
Lia finit par découvrir la vérité et confronte Fred publiquement lors du dîner où leur engagement devait être officialisé. Son audace attire l’attention du Baron von Schwarzdorf, un aristocrate connu pour ses six précédents mariages, qui lui propose impulsivement de l’épouser. Désemparée, Lia accepte. Fred se précipite pour empêcher l’union mais arrive trop tard. Toutefois, en devenant baronne, Lia obtient enfin la reconnaissance sociale que la famille von Wellingen lui refusait. Lorsqu’elle danse avec Fred après la cérémonie, ce dernier laisse entendre que son mariage avec le Baron pourrait ne pas durer longtemps—suggérant que l’amour finira par les réunir.

## Fiche technique
- Réalisation : William Dieterle
- Scénario : Robert Lord, Arthur Caesar d'après une histoire de Rudolph Bernauer et Rudolf Österreicher[2].
- Production :  First National Pictures
- Photographie : Robert Kurrle
- Lieux de tournage :  Warner Brothers Burbank Studios
- Musique : Leo F. Forbstein
- Montage : Ralph Dawson
- Durée : 75 minutes
- Date de sortie: 
  - États-Unis : 15 décembre 1931

## Distribution
- Marilyn Miller : Lia Toerrek
- Ben Lyon : Fred von Wellingen
- W. C. Fields : père de Lia
- Leon Errol : Baron von Schwarzdorf
- Ford Sterling : Otmar
- Chester Conklin : Emil
- Harry Stubbs : Hanneman
- Clarence Wilson : oncle Cornelius
- Harry Holman : Reisenfeld
- Ruth Hall : secrétaire
- Mae Madison : Elli, sœur de Fred
- Maude Eburne : tante Harriette
- Virginia Sale : Laura Reisenfeld